# Tillie Klimek
Teofila "Tillie" Klimek (ur. 1876, Królestwo Prus; zm. 20 listopada 1936, Więzienie Joliet) – polska seryjna morderczyni, wiązana z dwudziestoma morderstwami na terenie USA.

## Życiorys
Urodziła się w 1876 roku na ziemiach polskich zaboru pruskiego jako Teofila Gburek. Wyemigrowała do USA z rodziną rok po urodzeniu i zamieszkała w jednej z dzielnic Chicago zamieszkałej przez emigrantów polskich. Od dzieciństwa lubiła gotować i była ze swoich umiejętności szeroko znana, podobnie jak ze zdolności przewidywania niektórych zdarzeń z przyszłości, np. śmierci zwierząt domowych. Jako osoba dorosła wiązała się z kolejnymi polskimi mężczyznami, jednocześnie budowała swoją legendę osoby miewającej prorocze sny. Po raz pierwszy wyszła za mąż w wieku 14 lat za Józefa Mitkiewicza, z którym żyła przez blisko 25 lat. Pod koniec życia męża zaczęła mówić otoczeniu o swoich proroczych snach, w których jakoby przewidziała datę jego śmierci. Podobne okoliczności towarzyszyły śmierci jej drugiego męża Jana Ruskowskiego oraz konkubenta Józefa Guszkowskiego, którzy zmarli w 1914 roku. Jej kolejny mąż, Franciszek Kupczyk, zmarł w 1921 roku, również po rzekomych proroczych snach żony, która nawet za jego życia kupiła dla niego trumnę. Kilka tygodni później kobieta wyszła za mąż powtórnie, za Józefa Klimka, który również wkrótce po ślubie zaczął chorować, jednak dzięki interwencji rodziny trafił do szpitala. W czasie badań stwierdzono u niego podtrucie arszenikiem.
Klimek przyznała się do podtruwania męża w nadziei, że zgony poprzednich mężów nie będą badane, jednak policja chicagowska zdecydowała się włączyć tamte śmierci do sprawy, badając rzekome prorocze sny kobiety. Dowodem przeciw niej był fakt, że na każdym zgonie męża kobieta zyskiwała finansowo. Zmarli mężczyźni zostali ekshumowani, a w ich ciałach również odnaleziono arszenik. W czasie śledztwa wykryto także, że otruci umierali także skonfliktowani z Klimek sąsiedzi, zwierzęta, kobiety, o które była zazdrosna, oraz konkubenci, którzy ją porzucili. W trakcie śledztwa Klimek jako wspólniczkę wskazała kuzynkę, Nellie Kulik.
W 1923 roku odbył się proces obu kobiet. Zostały one oskarżone o otrucie 20 osób, w tym 13 ze skutkiem śmiertelnym, ale nie wszystkie otrucia zostały udowodnione, bo oskarżone nie przyznawały się do stawianych zarzutów. Obie zostały skazane na dożywotnie pozbawienie wolności; tak wysoka kara nigdy wcześniej nie została wymierzona kobiecie w hrabstwie Cook.
Nellie Kulik po roku została zwolniona z więzienia, a Tillie Klimek zmarła 20 listopada 1936 roku w więzieniu Joliet na zawał serca i została pochowana w na Bohemian National Cemetery w Chicago. Do dziś jest w historii Chicago seryjną zabójczynią o największej liczbie ofiar.